# P-Cresol
p-Cresol, para-cresol, 4-cresol ou 4-metilfenol é um composto orgânico, é um dos isômeros cresol de fórmula C7H8O e massa molar 108,14 g/mol.